# Jasenice (Zára megye)
Jasenice falu és község Horvátországban Zára megyében. Közigazgatásilag Zaton Obrovački tartozik hozzá.

## Fekvése
Zárától légvonalban 30, közúton 34 km-re északkeletre, Dalmácia északi részén, a Velebitalja déli részén fekszik. Területe nyugaton Modričtól keleten az Obrovac feletti egykori timföldgyárig, északon a Velebit-hegységtől délen a Novigradi-tengerig terjed. Jasenice tizenkét szétszórt kis településrészekből áll, melyek lakói a múltban főként állattartásból éltek. 
Jelentősebb településrészei Modrič, Rovanjska, Maslenica és Jasenice. Itt halad át az egyik legjelentősebb autópálya az A1-es a Sveti Rok alagúttól Maslenicáig. A Novsko ždrilo tengerszoroson két híd ível át, a régi és az új Maslenicai-híd. Jasenice bővelkedik természeti szépségekben már a Velebit-hegység előterében emelkedő magaslatok tekintetében is, a település felett pedig az 1753 méter magas Sveto brdo magasodik.
A község keleti határát a Zrmanja látványos szurdokvölgye képezi, mely Obrovactól a Novigradi-tengerig húzódik. Rovanjska kijáratánál a tengerpart közelében található az ország egyik leghíresebb barlangja, a 829 méter hosszú Modrič-barlang.

## Története
A település nevét a kőrisfáról (jasen) kapta, mely egykor nagy számban nőtt a település környékén. Területe már nem sokkal a szláv betelepülés után a 9. században lakott volt. Ezt bizonyítja Rovanjska nevű településrészének Szent György temploma, amely a szakemberek szerint a 9. és a 11. század között épült. A Velebit-hegység alatti települést és plébániáját a 11. században IV. Krešimir horvát király egyik oklevelében említik először, mint a rabi és a nini püspökség  határán fekvő területet. Ezt a vidéket mindig is katolikus horvátok lakták. Előbb a Horvát Királyság, majd a 12. századtól a Magyar Királyság része volt. A korabeli egyházi okiratok szerint plébániája 12. században a legszentebb Szentháromság titulusát viselte.
1409-ben Dalmácia többi részével együtt Nápolyi László magyar ellenkirálytól megvásárolta a Velencei Köztársaság. A velenceiek a község déli részén emelkedő hegyen felépítették Dračevac várát, mely a 18. századig állt és a térség legfontosabb erődje volt. 1463-ban a török elfoglalta Boszniát, majd 1482-ben Hercegovinát is. Ettől kezdve ez a terület a török állandó támadásainak volt kitéve. 1527-ben elesett Obrovac is, ettől kezdve a mai Jasenice területén húzódott a velencei-török határ. 
Egy, a ciprusi háború után 1576-ban kelt dokumentumból kiderül, hogy ekkorra már a Novigradi-tenger északi partvidéke és a Zrmanja szurdoka is török uralom alatt állt. Ebben a mai Jasenice területén Modris (Modrič), Ravanska (Rovanjska), Dracevacz (Dračevac) és Gassenizt (Jasenice) települések találhatók. A török közigazgatásban a község területe a Klisszai szandzsákhoz tartozott. 
A Zenggtól a Zrmanja torkolatáig terjedő terület benne Jasenice vidékével 1647-ben a kandiai háború idején szabadult fel a török uralom alól és Habsburg uralom alá került. Velence azonban már kezdetektől fogva mindent megtett e terület megszerzése érdekében. Erre jó alkalom kínálkozott a moreai háború (1684-1699) idején, melynek során 1693-ban velencei kézre került Dračevac vára és vele együtt a mai község területe. Egy évvel később 1694-ben azonban a császári erők kiűzték a velenceieket Dračevacról.
A sok éves viszályt végül a karlócai béke zárta le, mely a mai község területének nagyobb részét Jasenicével együtt Velencének adta. A terület 1797-ig volt a Velencei Köztársaság része. Miután a francia seregek felszámolták a Velencei Köztársaságot és a campo formiói béke értelmében osztrák csapatok szállták meg. 1806-ban a pozsonyi béke alapján 1809-től a Francia Császárság Illír Tartományának része lett. 1815-ben a bécsi kongresszus újra Ausztriának adta, amely a Dalmát Királyság részeként Zárából igazgatta 1918-ig. A településnek 1857-ben 725, 1910-ben 1376 lakosa volt. 
Az első világháború után előbb a Szerb-Horvát-Szlovén Királyság, majd a Jugoszláv Királyság része lett. A második világháború idején 1941-ben a szomszédos településekkel együtt Olaszország fennhatósága alá került. Az 1943. szeptemberi olasz kapituláció, majd német megszállás után visszatért Horvátországhoz, majd újra Jugoszlávia része lett. 1991-ben lakosságának 98 százaléka horvát nemzetiségű volt.
A délszláv háború során 1991 szeptemberében a szerb felkelők megtámadták és felgyújtották a települést. Templomát lerombolták, lakossága elmenekült. A horvát hadsereg 1993 januárjában a Maslenica hadművelet során szabadította fel a község területét. A háború után lakói visszatértek és mindent újjáépítettek. A településnek 2011-ben 1272 lakosa volt. Ma Jasenice lakosságának legnagyobb része idősekből áll, többségük Maslenicán él. Maslenica és Rovanjska lakóinak a háború óta a turizmus adja a fő bevételi forrását.

## Lakosság
| Lakosság változása | Lakosság változása | Lakosság változása | Lakosság változása | Lakosság változása | Lakosság változása | Lakosság változása | Lakosság változása | Lakosság változása | Lakosság változása | Lakosság változása | Lakosság változása | Lakosság változása | Lakosság változása | Lakosság változása | Lakosság változása |
| ------------------ | ------------------ | ------------------ | ------------------ | ------------------ | ------------------ | ------------------ | ------------------ | ------------------ | ------------------ | ------------------ | ------------------ | ------------------ | ------------------ | ------------------ | ------------------ |
| 1857               | 1869               | 1880               | 1890               | 1900               | 1910               | 1921               | 1931               | 1948               | 1953               | 1961               | 1971               | 1981               | 1991               | 2001               | 2011               |
| 725                | 741                | 815                | 942                | 1.127              | 1.376              | 1.216              | 1.331              | 1.318              | 1.373              | 1.537              | 1.658              | 1.344              | 1.308              | 1.224              | 1.272              |

## Nevezetességei
- Szent Jeromos tiszteletére szentelt plébániatemploma[6] 1874-ben épült azon a helyen, ahol a középkori Szentháromság plébániatemplom is állt. Felszentelését 1879. július 1-jén Petar D. Maupas zárai érsek végezte. Az eseményről a bal sarokban egy márványtábla emlékezik meg.[2] A templom szürke, faragott kőtömbökből épült. A homlokzat felett emelkedett a harangtorony, benne két haranggal. Két oltára volt. A főoltár képe Maupas érsek ajándéka volt, Szent Jeromost ábrázolta, míg a Szent Antal oltárt a hívek adományaiból emelték 1892-ben. A délszláv háború idején 1991. október 30-án a falut megtámadó szerbek a templomot aláaknázták és felrobbantották. Az templomból csak a körítőfal és kőhalmok maradtak. A háború után a visszatérő horvátok alapjaitól újjáépítették. Az új templomot 2000. szeptember 30-án szentelte fel Ivan Prenđa zárai érsek. A mai templom egyhajós épület sekrestyével. Három márvány oltára van, a főoltáron Szent Jeromos oltárképe, a kéz mellékoltáron Szűz Mária szobra és Páduai Szent Antal képe látható. A kő keresztelőmedence a régi templomból maradt meg.[2]
- A rovanjskai Szent György templom[7] legrégibb része az ellipszoid alaprajzú kupola még a 9. században épült. Egész Horvátországban csak három maradt fenn ebből a típusból. Az egyik Ninben, másik kettő a zárai szigetvilágban Savaron és Mali Ižen található. A templomot a 11. és 13. század között bővítették, ekkor épült a nyugati homlokzat fölé a harangtorony is. Harangját 1896-ban öntötték. Kőoltárát a plébániatemplomból hozták ide át. A szokatlan formájú templom védett kulturális emlék. A templom körül régi, középkori temető található ősi sírkövekkel, de közülük néhány az új temető létesítésekor megrongálódott. A templomtól jobbra római villagazdaság, vagy egy kisebb római település maradványai találhatók.[2]
- A podpragi Szent Ferenc-templom [8] a Velebit-hegység déli lejtőjén, a Tulove grede bizarr sziklaszirtjei alatt található. Építtetője 1832-ben I. Ferenc osztrák császár volt és annak emlékére épült, hogy elkészült a Velebiten átvezető, az ország két részét összekötő új út. Régi oltárképe ma Splitben található. Közelében vendégház épült az utazók és zarándokok számára, egyúttal pasztorális munkát is végez a Velebit alatti plébániákon.[2]
- Draževac középkori várának romjai a Maslenicától északra emelkedő hegyen találhatók. A várat a 15. században építették. A 16. – 17. században török uralom alatt állt. A 18. században elhagyták, azóta rom.
- A Zrmanja jobb partján a torkolat közelében állt Šibenik vára. A vár a túlparti Pržunaccal és Bojnikkal együtt a Zrmanja képezte természetes határt őrizte, egyúttal a folyón zajló hajóforgalmat ellenőrizte. Mára csak alapfalai látszanak a folyó feletti sziklaszirten.
- Rovanjska kijáratánál az autópálya és a tengerpart közelében található az ország egyik leghíresebb barlangja, a 829 méter hosszú Modrič-barlang. Tengerszint feletti magassága 29 méter. Belső hőmérséklete egész évben 17-18 °C.